# Vladimir Shishelov
Vladimir Shishelov (uzb. cyr. Владимир Шишелов, ros. Владимир Шишелов, Władimir Szyszełow, ur. 8 listopada 1979 w Apszerońsku, ZSRR) – uzbecki piłkarz pochodzenia rosyjskiego grający na pozycji napastnika.

## Początki kariery
Mimo tego, że Shishelov urodził się w rosyjskiej części Związku Radzieckiego, karierę zaczynał w pustynnym Kyzył-Kum Zarafszan, gdzie już w wieku 17 lat był podstawowym napastnikiem klubu. Kolejne trzy sezony spędził w Zarafszan Nawoj i dopiero dobra gra w tym klubie skłoniła zarówno szefów mocniejszego FK Buchara, jak i trenera reprezentacji do zaufania Shishelovowi.

## Rozkwit
Świetne występy na bucharskich boiskach dały napastnikowi reprezentacji przepustkę do ligi rosyjskiej. Tam jednak nigdy nie wbił się do ekstraklasy, spędzając czas w Szynniku Jarosław i Ładzie. Jak się okazało, bramki strzelane w Togliatti pozwoliły Shishelovowi skusić wysłanników Zimbru Kiszyniów, w barwach którego zdobył wkrótce tytuł króla strzelców ligi mołdawskiej, zdobywając 15 bramek w 24 meczach.

## Dalszy okres
Po mołdawskim sukcesie Shishelov wrócił do ojczyzny, by na krótko zagrzać miejsce w Pachtakorze. Następnie powrócił do Rosji, z krótką przerwą na Chiny. W 2008 roku podpisał kontrakt z Urałem Jekaterynburg. Potem występował w klubach Żemczużyna Soczi i Fakieł Woroneż. W 2012 bronił barw uzbeckich zespołów FK Andijon i Nasaf Karszy. W 2013 zasilił skład klubu Mietałłurg-Kuzbass Nowokuźnieck.

## Reprezentacja
W reprezentacji zadebiutował w meczu z Tajlandią 18 maja 2000 roku.